# Astrotricha latifolia
Astrotricha latifolia är en araliaväxtart som beskrevs av George Bentham. Astrotricha latifolia ingår i släktet Astrotricha och familjen Araliaceae. Inga underarter finns listade.